# 992. grenadirski polk (Wehrmacht)
992. grenadirski polk (izvirno nemško 992. Grenadier-Regiment; kratica 992. GR) je bil pehotni polk Heera v času druge svetovne vojne.

## Zgodovina
Polk je bil ustanovljen 5. januarja 1944 in se je predal 2. maja 1945.